# Travellers
Travellers is een groep rondtrekkende mensen in Ierland, Groot-Brittannië en de Verenigde Staten. Zo nu en dan reizen ze ook in Nederland rond.
De Travellers zijn van Ierse afkomst en reisden in het verleden rond in huifkarren, tegenwoordig in caravans. Ze noemen zichzelf de Pavee maar worden door anderen ook wel Tinkers (ketellappers) genoemd. In Ierland leven er zo'n 21.000, in Engeland en Schotland 15.000 en in de VS 7.000. Zij hebben een taal, Shelta, maar spreken ook Engels met een eigen accent. Volgens onderzoekers trekken zij al sinds de Middeleeuwen door Ierland. Ze zijn ook wel slachtoffers van discriminatie.
In Ierland zijn verschillende bespelers van de uilleann pipes, zoals Johnny Doran en Ted Furey, de vader van Finbar Furey, uit Travellerfamilies afkomstig.
Ook de Engelse bokser Tyson Fury is afkomstig uit een familie van Travellers.

## Afbeeldingen

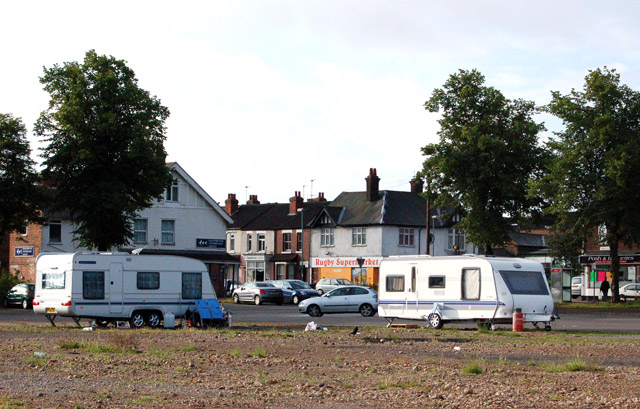
Travellers in het Verenigd Koninkrijk
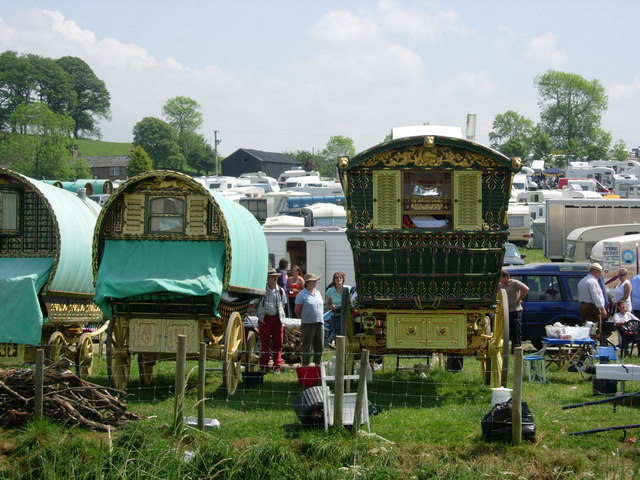
Caravans en woonwagens in het Verenigd Koninkrijk
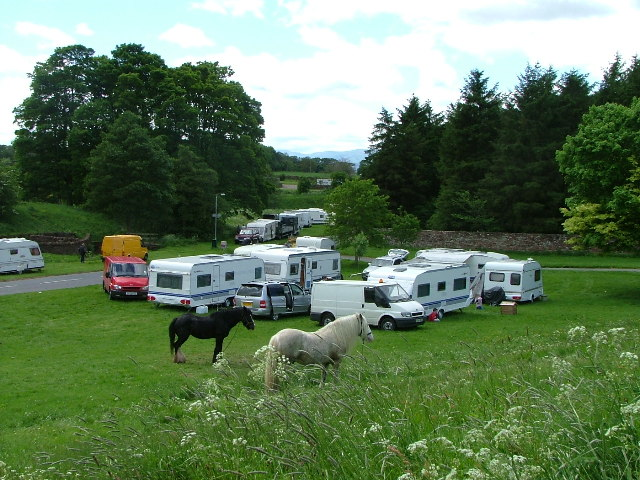
Caravans en paarden van Travellers in het Verenigd Koninkrijk